# Bonte grasspringspin
De bonte grasspringspin (Evarcha arcuata) is een spin uit de familie der springspinnen (Salticidae). De soort komt voor in het Palearctisch gebied inclusief België en Nederland. De wetenschappelijke naam van de soort werd in 1758 als Araneus arcuatus gepubliceerd door Carl Alexander Clerck.
De vrouwtjes worden 6 tot 8 mm groot, de mannetjes worden 5 tot 6 mm. De dieren zijn te vinden op lage vegetatie in natte weiden.